# Lista cartierelor din București
Această listă prezintă cartierele din București. Lista poate să nu fie completă, orice adăugare este binevenită. 
- 1 Mai
- 13 Septembrie
- 23 August
- Andronache
- Apărătorii Patriei
- Aviatorilor
- Aviației
- Băneasa
- Baicului
- Berceni
- Belvedere
- Brâncuși
- Bucureștii Noi
- Centrul Civic
- Centrul Istoric
- Chitila
- Cioplea
- Colentina
- Costeasca
- Cotroceni
- Crângași
- Dǎmǎroaia
- Dealul Spirii
- Domenii
- Dorobanți
- Dristor
- Drumul Taberei
- Dudești
- Ferentari
- Floreasca
- Gara de Nord
- Ghencea
- Giulești
- Giurgiului
- Grivița
- Grozăvești
- Henri Coandă
- Herăstrău
- Iancului
- Ion Creangă
- Independenței
- Industriilor
- Militari
- Mihai Bravu
- Muncii
- Obor
- Olteniței
- Ozana
- Pajura
- Pantelimon
- Pipera
- Primăverii
- Progresul
- Rahova
- Regie
- Romană
- Sălaj
- Sălăjan
- Ștefan cel Mare
- Străulești
- Tei
- Tei Boboc
- Teiul Doamnei
- Timpuri Noi
- Tineretului
- Titan
- Toporași
- Trapezului
- Tudor Vladimirescu
- Unirii
- Uranus
- Vatra Luminoasă
- Văcărești
- Victoriei
- Vitan